# IV. Károly magyar király
IV. (Boldog) Károly (teljes nevén: Karl Franz Josef Ludwig Hubert Georg Maria von Österreich; Persenbeug, Ausztria, 1887. augusztus 17. – Funchal, Madeira szigete, 1922. április 1.) osztrák főherceg, a Habsburg–Lotaringiai-ház utolsó uralkodója, 1916 és 1918 között I. Károly néven az Osztrák Császárság utolsó császára és IV. Károly néven Magyarország utolsó királya, az Osztrák–Magyar Monarchia utolsó uralkodója. Emellett az utolsó cseh és az utolsó Habsburg-Lotaringiai-házból származó horvát király is egyben. Kétévi uralkodása után Ausztriát és Magyarországot köztársasággá kiáltották ki. Nem mondott le, de az új államformát elfogadta, mely az eckartsaui nyilatkozatban olvasható. 1921-ben két alkalommal is megpróbált visszatérni a trónra, sikertelenül.
Ottó Ferenc főherceg és Mária Jozefina szász királyi hercegnő fia, Ferenc József császár örökösévé vált, miután nagybátyját, Ferenc Ferdinánd osztrák főherceget meggyilkolták 1914-ben, Szarajevóban. 1911-ben feleségül vette Zita bourbon-parmai hercegnőt. Személyét tisztelik a római katolikus egyházban, miután II. János Pál pápa 2004. október 3-án boldoggá avatta.
Károly 1916. novemberében lépett trónra, Ferenc József halála után. Titkos kísérleteket tett, hogy tárgyaljon az Osztrák-Magyar Monarchia első világháborúból való kilépéséről, de sajnos nem járt sikerrel. Károly azon törekvései ellenére, hogy szövetségi unióvá alakítsa a birodalmat, a monarchia bomlani kezdett: kikiáltották Csehszlovákiát és a Szerb-Horvát-Szlovén Királyságot, Magyarország pedig 1918. október végén megszakította a monarchikus kapcsolatokat Ausztriával. Az 1918. november 11-i fegyverszünetet követően, Károly lemondott az állami ügyekben való részvételről, ugyanakkor a trónon maradt. Másnap kikiáltották a Német-ausztriai Köztársaságot, és 1919 áprilisában az osztrák parlament hivatalosan is trónfosztotta, majd Svájcba száműzte.
Károly élete hátralévő éveit a monarchia helyreállításával töltötte. Két kísérletet tett a magyar trón visszaszerzésére 1921-ben; mindkettő kudarcot vallott Horthy Miklós régens támogatásának hiánya miatt. Károlyt másodszor is száműzték, immár a portugáliai Madeira-szigetére, ahol nem sokkal később megbetegedett, 1922-ben pedig légzési elégtelenség okával hunyt el.

## Gyermekkora
Habsburg-Lotharingiai Károly Ferenc József 1887. augusztus 17-én született Persenbeug várában (Alsó-Ausztria), Ottó Ferenc főherceg és Mária Jozefa szász királyi hercegnő elsőszülött gyermekeként. Két nappal később keresztelte meg a várpalota kápolnává alakított dísztermében Johann Binder Sankt Pölten-i püspök, keresztapja Károly Lajos főherceg, I. Ferenc József magyar király öccse lett. Édesanyja révén szigorú, vallásos nevelést kapott, amely a későbbiekben már csak azért is fontossá vált, mert apja, Ottó főherceg életvidám természete és politikai kérdésekben való érdektelensége közismert volt. Károlyt vidám és szófogadó gyermekként ismerték, ezek mellett hamar megmutatkozott egész életét végigkísérő buzgó vallásossága (hitoktatója gyermekkorában Geggerle domonkos rendi szerzetes volt). Ugyancsak jól jelzi már gyermekkorában is meglévő szociális érzékenységét, hogy ünnepekre kapott ajándékait rendszeresen szétosztogatta a kastély körüli gyermekeknek, egy alkalommal pedig a kastélypark főkertészénél munkát szeretett volna vállalni, azzal a céllal, hogy fizetését szegénysorú gyerekeknek adhassa.
Ugyancsak Mária Jozefa hercegnőnek köszönhetően, a közhiedelemmel ellentétben neveltetése kiskorától kezdve trónörököshöz illő volt. Hároméves korától angol (ír származású) nevelőnő foglalkozott vele, ennek köszönhetően német anyanyelve mellett hamar elsajátította az angol nyelvet. A magas színvonalú oktatás idejét szigorú napirend jellemezte: a főherceg minden nap hat órakor kelt és hideg vízben mosakodott, első magánórája háromnegyed hétkor kezdődött, a tanulási idő pedig fél egyig tartott, a villásreggeli elfogyasztása után néhány órát a szabadban töltött, majd a kisebb uzsonna elfogyasztását követően ismét tanórákat vett. Hétéves korától írni és olvasni tanult, emellett megkezdte a francia, a cseh és a magyar nyelv elsajátítását. További tárgyakként pedig a lovaglás, a torna, a vívás, az ének és a zongora szerepelt órarendjében. További fontos változást jelentett számára, hogy nevelésének irányítását Georg Wallis gróf vette át.
Magyar nyelvismerete szempontjából szerencsés körülmény volt, hogy éppen ekkoriban (1894) nevezték ki apját a soproni huszárezred parancsnokává (így a család Sopronba költözött), továbbá az a tény, hogy az Osztrák–Magyar Monarchia egyik fő nyelveként ismerete elengedhetetlen volt a leendő trónörökös számára. Magyartanárjául Póda Endre soproni apátplébános javaslatára Tormássy Jánost, a soproni katolikus elemi iskola igazgatóját nevezték ki. Magyar nyelvi képzésén számottevő magyar irodalmi és történelmi műveltségre is szert tett, ez irányú műveltségét pedig később Tormássy János fia, Artúr segítségével fejlesztette tovább, aki a családdal együtt utazott vissza Bécsbe, amikor Ottó főherceget 1896-ban vezérőrnaggyá léptették elő.
Károly gyermekkorával kapcsolatban fontos megemlíteni gyenge fizikumát, amely miatt több alkalommal is meg kellett szakítani szigorú nevelését. Egészségi állapota ezt 1895-1896-ban indokolttá is tette, amelynek eredményeként elrendelték, hogy a főherceg minél több időt töltsön testmozgással, lehetőleg a szabadban. Ezzel egyetértett Jozef Holzlechner is, aki Wallis gróf felügyelete alatt segédnevelőként a főherceg oktatását irányította. Az óvintézkedéseknek köszönhetően állapota hamar feljavult, legközelebb csupán 1903-ban romlott le rövidebb időre.
Nevelésének a korban ritka momentuma volt, mikor többek közt Wallis gróf és Holzlechner javaslatára a gimnázium négy alsó osztályát nyilvános iskolában (1897-1901 között) a bécsi bencés gimnáziumban (Schottengymnasium) végezte el. „Tanárai nagyra értékelték szorgalmát és tehetségét, diáktársai pedig kedvelték páratlan közvetlenségéért és emberszeretetéért. A fennhéjazásnak nyoma sem volt Károlyban, akit társai viszonzásul nem a hivatalos „királyi herceg” vagy „főherceg” titulussal illettek, helyette inkább előszeretettel „Főkárolynak” („Erzkarl”) szólítottak. Nyíltsága, szelídsége, vallásos jámborsága tiszteletet parancsolt, nem volt szükség udvari beavatkozásra, hamar meghódította környezetét, és megtalálta helyét az iskolában.” Középiskolai évei alatt, saját bevallása szerint, a magyar diákok vallásos és hazafias, Zászlónk nevű lapjának rendszeres olvasója volt. Tanulmányai végeztével az érettségi vizsga következett, amelyet az uralkodó felszólítására végül a nyilvánosság kizárásával tett le. Ennek oka az volt, hogy Károly herceg 1900-ban (Ferenc Ferdinánd gyermekeinek a trónigénytől való megfosztása révén) praesumptív trónörökössé lépett elő. Az érettségihez hasonló polgári megmérettetés pedig a király szerint nem lett volna rangjához illő.
A nyári időszakok jelentős részét utazással töltötte, 1901-ben nevelőjével bejárták Magyarországot, Galíciát és Bukovinát. Emellett inkognitóban, egyszerű körülmények között hosszabb európai utazásokat is tettek (1902-1903 között Franciaországban, Németországban, Angliában és Svájcban jártak), amivel a főherceg világlátását és gyakorlati tapasztalatait kívánták fejleszteni.

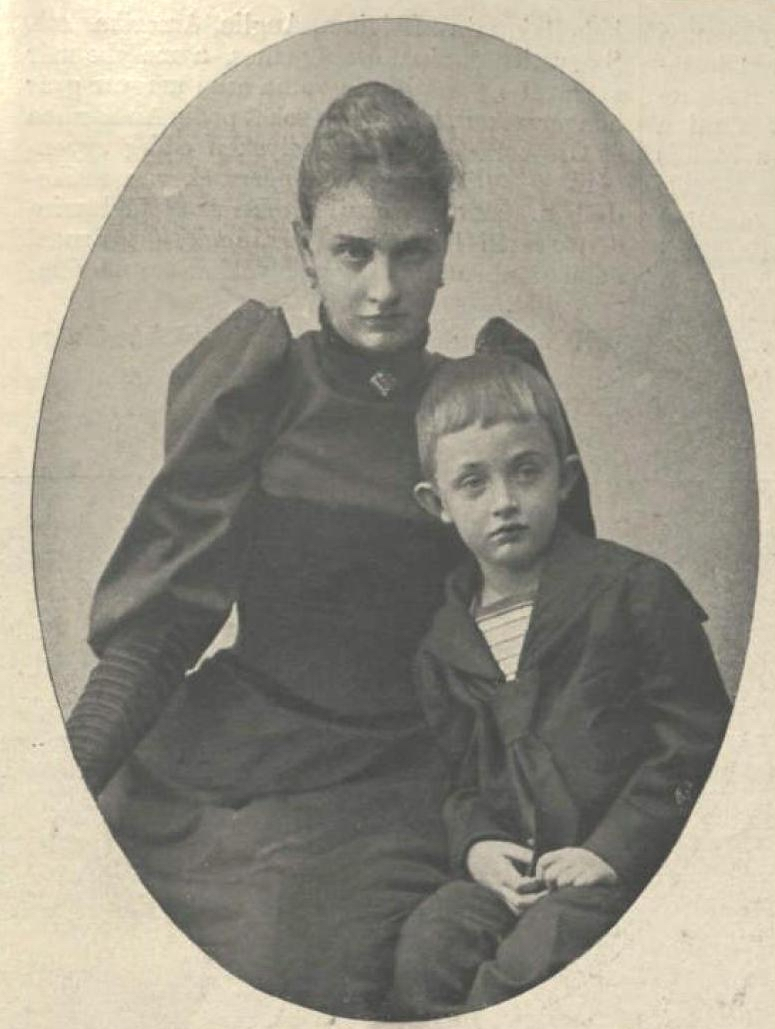
Károly főherceg édesanyjával
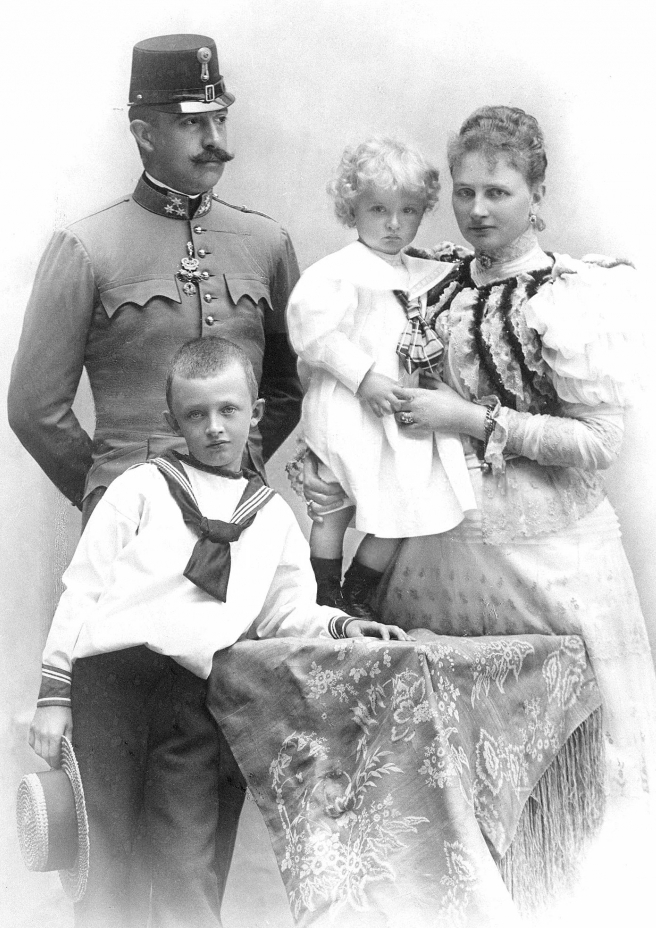
A gyermek főherceg családja körében
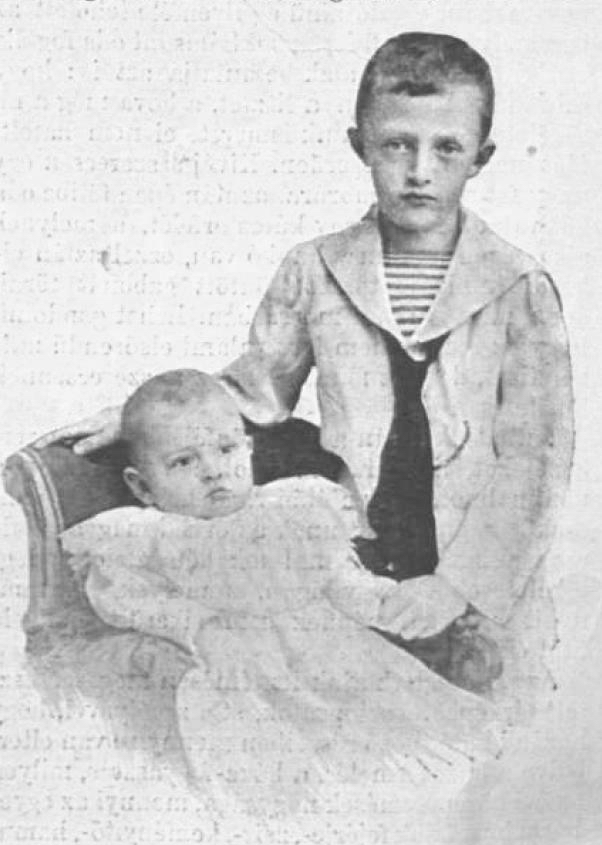
Miksa Jenő és Károly főhercegek

## Ifjúkora

### Tanulmányai
Károly főherceg 1905-ben, tizennyolc éves korában kezdte meg katonai szolgálatát. Október 1-jén az uralkodó a VII. gyalogezred hadnagyává nevezte ki, ezért Károly szolgálattételre bevonult. Az általános fizikai és elméleti kiképzést kapta, kivételezés nélkül. Katonai kiképzése idején Tormássy felügyeletével folytatódott magyar nyelvi oktatása is. 1906 őszén, alapkiképzését követően udvari parancsra Prágába költözött. A prágai német egyetem hallgatójaként két évig közjogi és egyházjogi tanulmányokat folytatott későbbi kabinetfőnöke, Arthur Polzer-Hoditz által kidolgozott tanmenet alapján. E sűrített tanterv mellett művészettörténetet és közgazdaságtant is hallgatott. Tanárai és életrajzírói egyetemi évei alatt is kiemelik szorgalmát és jó memóriáját.
1906-ban Prágában érte a hír, hogy édesapja Ottó Ferenc főherceg hosszú szenvedés után november 1-jén Bécsben elhunyt. Károly gyámjává ekkor Ferenc Ferdinánd trónörököst nevezte ki a király, nem túl hosszú időre, hiszen 1907. augusztus 17-én húszéves korában Károly főherceget nagykorúvá nyilvánították. 1908-ban fejezte be egyetemi tanulmányait, ekkor német anyanyelve mellett magas szinten beszélte az angol, a francia, a magyar és a cseh nyelveket, de rendelkezett latin és görög nyelvismerettel is.

### Házassága
Károly főherceg katonai szolgálatának évei alatt került közelebbi kapcsolatba Zita Bourbon-parmai hercegnővel. Bár távoli rokonságuk révén már gyermekkorukban több alkalommal is találkoztak, igazi ismeretséget csak 1909-ben kötöttek, ekkor Zita Mária Annunciáta főhercegnő társaságában Franzensbad fürdővárosában (ma Františkovy Lázně, Csehország) tartózkodott. Károly főherceg ezrede a közelben, a mintegy 199 km távolságra lévő Brandeisben (ma: Brandýs nad Labem-Stará Boleslav, Csehország) állomásozott, így gyakorta tiszteletét tette náluk, eleinte főként, hogy találkozzon Szixtusz parmai herceggel (Zita hercegnő legidősebb édesbátyjával) akivel baráti kapcsolatban állt. A találkozás kedvezőnek bizonyult, nagy hatást tett a főhercegre, aki ettől kezdve mind gyakrabban kereste a parmai hercegnő társaságát. Zita hercegnő így emlékezett vissza: „nem tudnám megmondani, hogy a két főhercegnő szándékosan vitt-e engem Franzensbadba vagy sem, de annyi bizonyos, hogy Károly főherceg többször is meglátogatott bennünket, illetve Mária Annunciáta nénit. … Az érzelmeim lassan érlelődtek iránta a rá következő két esztendőben.”
Károlynak a Monarchia trónörököseként, huszadik életévén túl már aktuálissá vált a házasság kérdése. 1910-től e dologban az uralkodó részéről is sürgető üzenetek érkeztek. Az előkelő Bourbon-parmai-ház teljesen megfelelt az udvari elvárásoknak, Ferenc József királynak, aki engedélyezte a főherceg leánykérési szándékát. Károly főherceg és Zita hercegnő eljegyzésére 1911. június 13-án került sor, a Bourbon-ház parmai ágának családi rezidenciájában, a toszkánai Villa Borbone della Pianore kastélyban. Fontos megemlíteni, hogy Károly menyasszonyát szabadon választotta és köztük őszinte szerelmi viszony volt.

## Trónöröklése
Károly csak 1906-tól kapott komolyabb figyelmet az udvartól, amikor apja gégerákban meghalt. Mivel Ferenc József elsőszülött fia, Rudolf trónörökös 1889-ben meghalt, majd Ferenc József unokaöccse, Ferenc Ferdinánd főhercegnek mint következő trónörökösnek, rangon alul kötött házassága feltételeként le kellett mondania saját gyermekeinek trónigényéről, apja révén Károly főherceg szintén előrébb került a trónörökösök listáján. Ferenc Ferdinánd 1914. június 28-án Szarajevóban merénylet áldozatává vált, Ferenc József pedig 1916. november 21-én elhunyt, így a trón Károly főhercegre szállt.
1916. december 2-án az új császár napiparancsban tudatta a birodalom népeivel, hogy maga veszi át az osztrák-magyar hadsereg szárazföldi és tengeri erőinek főparancsnokságát. A címmel együtt megkapta a tábornagyi rangot (Feldmarschall), a korábbi főparancsnok, Frigyes főherceg így kénytelen volt lemondani tisztségéről és visszavonulni.

## Uralkodása

### Megkoronázása

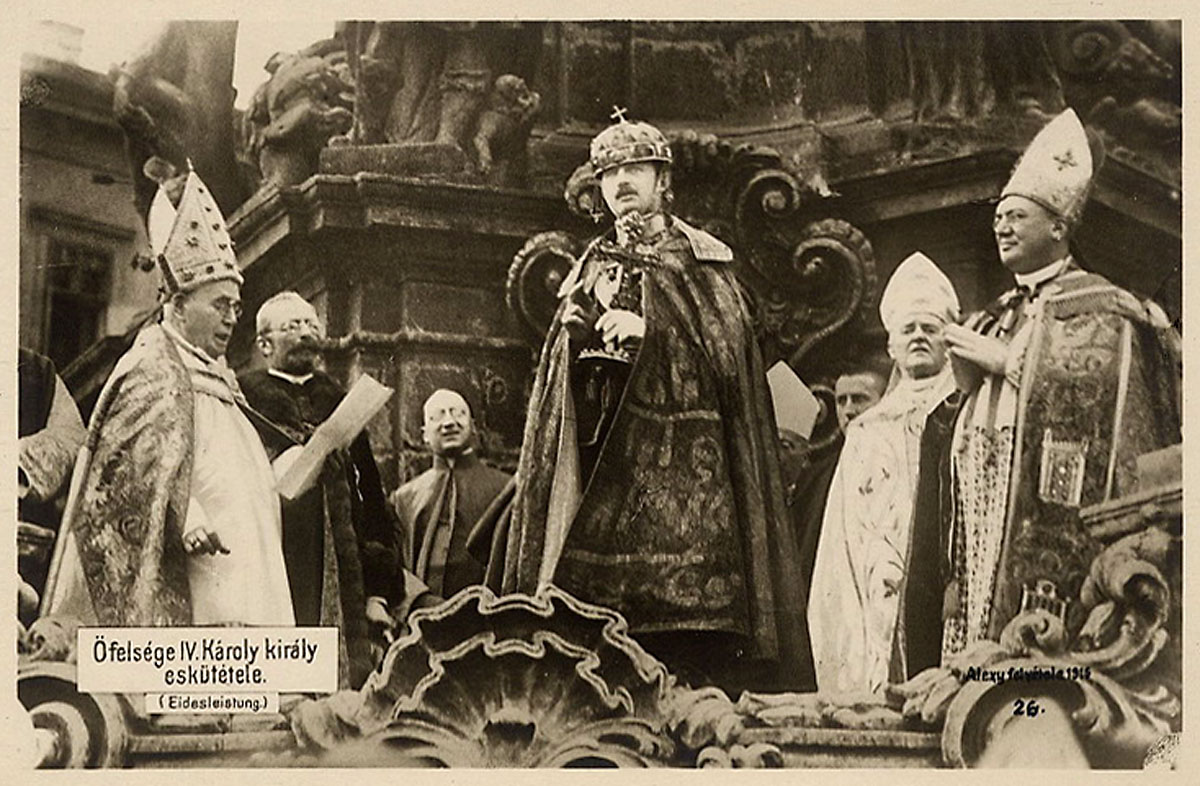
Eskütétele 1916. december 30-án Budapesten, a Szentháromság szobornál

IV. Károlyt 1916. december 30-án koronázták meg Budapesten. A koronázásra a Mátyás-templomban került sor, ahol – a koronázások történetében első ízben – a magyar himnuszt énekelték, nem a Gott erhalte kezdetű császári himnuszt. Vele együtt magyar királynévá koronázták feleségét, Zita császárnét.
Uralkodói címei

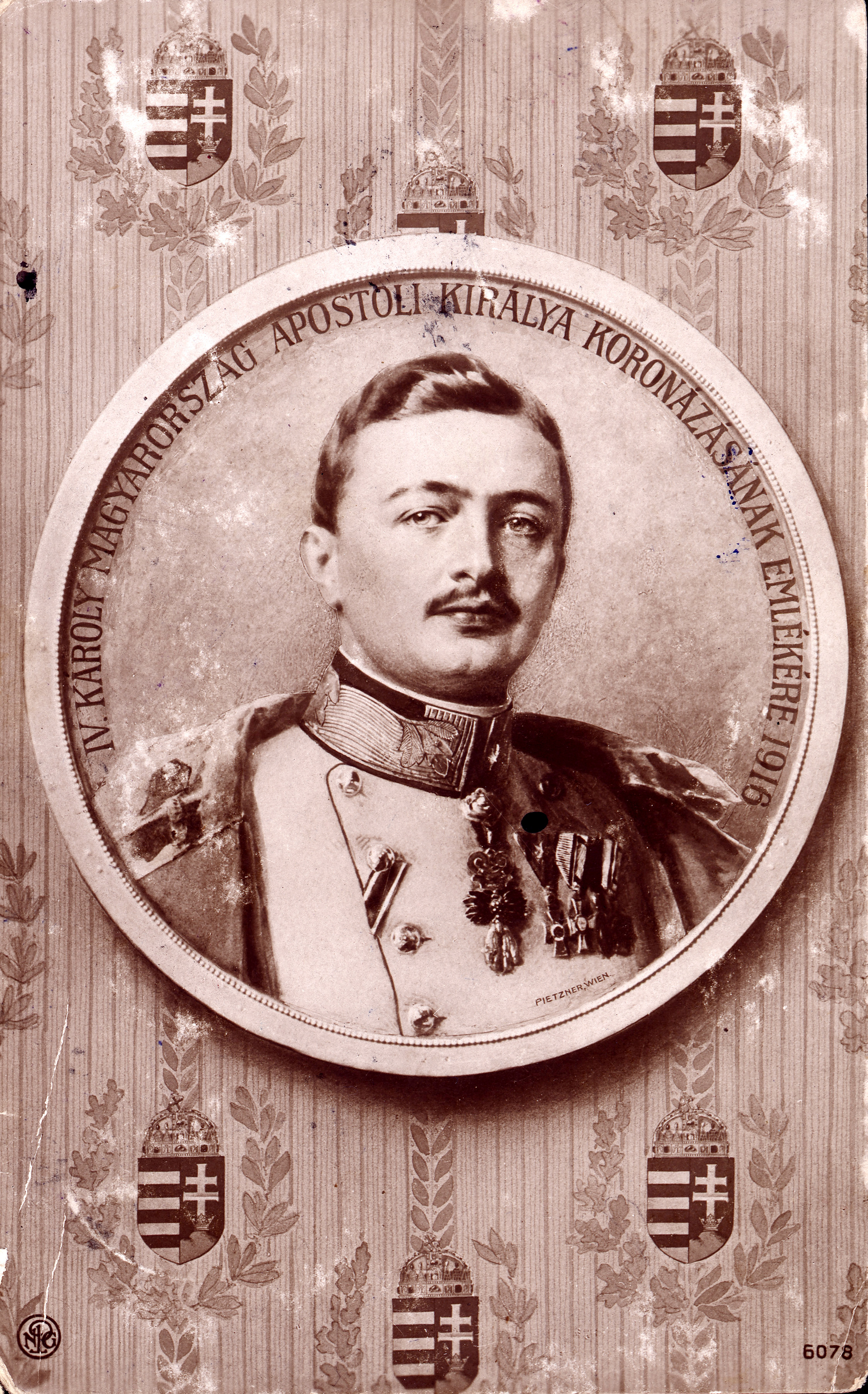
Magyarország apostoli királya és Ausztria császára: Koronázási emlék-képeslap – 1916

„I. Károly Isten kegyelméből Ausztriai császár, Magyarország e néven IV., Apostoli Királya, Cseh, Dalmát, Horvát-Szlavónországok, Galícia, Lodoméria, Ráma, Szerb, Kún és Bolgárországok, úgy Illyria, Jeruzsálem stb. királya, Ausztria főhercege, Toscana és Krakkó nagyhercege, Lotaringia, Salzburg, Stájerország, Karintia, Krajna és Bukovina hercege, Erdély nagyfejedelme, Morvai őrgróf, Fel- és Al-Szilézia, Modena, Parma, Piacenza, Guastalla, Osviecim és Zátor, Teschen, Friaul, Raguza és Zára stb. hercege, Habsburg, Tirol, Kyburg, Görz és Gradiska grófja, Trient és Brixen fejedelme, Fel- és Al-Luzsica s Isztria őrgrófja, Hohenembs, Feldkirch, Bregenz, Sonnenberg stb. grófja, Trieszt, Cattaro és a Szláv őrgrófság ura”

### Békéért tett erőfeszítései
IV. Károly egy társadalmilag, politikailag és katonailag is labilis országot örökölt, és egy egyre kilátástalanabb küzdelem, az első világháború közepébe csöppent. Már 1917 tavaszától különbékére törekedett, mivel a minisztertanács a januári ülésein elfogadta azt a minimális programot, miszerint kizárólag a Monarchia területi integritását és a szerb uralkodóház leváltását tekintik a háború céljának. Az antantnak azonban nem volt érdeke a Monarchia kiválása a háborúból, mivel ez felborította volna a háború utánra már jóval korábban kidolgozott terveiket, nevezetesen Ausztria-Magyarország felszámolását és területeinek felosztását.
1917-ben feleségének fivére, Szixtusz parmai herceg révén titokban felvette a kapcsolatot Clemenceau francia miniszterelnökkel. Beleegyezett abba, hogy a háború után Elzász és Lotaringia visszakerüljön Németországtól Franciaországhoz. Bizalmas üzeneteit és megbízásait titkára, gyermekkori barátja, Erdődy Tamás gróf továbbította.
Amikor 1918 elején megfordult a hadiszerencse, Oroszország összeroskadt és az olasz fronton is sikereket ért el a Monarchia, a franciák felajánlották a különbéke lehetőségét. Ám ekkor a birodalmi külügyminiszter, Czernin gróf nyilvánosságra hozta Clemeceau levelét, aki így kellemetlen, megalázó helyzetbe került. Ez volt az a pont, amikor Clemenceau elhatározta, hogy bosszút áll és szétrombolja a Monarchiát.[forrás?] Az eset után ráadásul II. Vilmos császár is magához hívatta Károlyt és dühösen kiabált vele.[forrás?]
Ezután megszűnt minden lehetőség a Monarchia háborúból való kiugrására.
Ha mindez nem lett volna elég, Károlynak és Czerninnek is volt egy magánbeszélgetése, ahol Czernin, Vilmoshoz hasonlóan végül ordítozni kezdett és zsarolta a császárt, hogy mondjon le. Zita császárnétól tudjuk, hogy férje szívrohamot kapott az eset után és csak az ő győzködésének hála nem írta alá a lemondását. Végül Czernint menesztették pozíciójából, az azonban csak később derült ki, hogy a gróf összejátszott a németekkel.[forrás?]

### Lemondatása
Amikor trónra lépett, egyik első intézkedéseként lemondatta gróf Tisza István miniszterelnököt. Az összeomlás előtti utolsó pillanatokban Károly a választójog kiterjesztésével, a nemzetiségeknek adott engedményekkel próbálta egyben tartani a monarchiát, de ez a törekvése kudarcba fulladt. 1918. október 16-án az ún. Völkermanifest kiáltványában bejelentette, hogy az osztrák–magyar birodalmat egyenrangú államok szövetségévé (föderáció) fogja átszervezni. A magyar kormány ellenállására kinyilvánította, hogy az átalakítás a magyar korona országait nem érinti. Ajánlata így is elkésett: a nemzetiségek többsége az antant támogatását élvezve ekkor már ki akart szakadni a birodalomból.
Károlyi Mihály kormányát még ő (pontosabban, az ő nevében József Ágost főherceg, magyar királyi herceg mint királyi főmegbízott, „homo regius”) nevezte ki október 31-én, bár másnap már felmentést is adott a kormánynak az uralkodóra megtett esküjük alól.
1918. november 11-én Ausztriában, 13-án eckartsaui nyilatkozatával Magyarországon lemondott uralkodói jogairól.
Trónra lépésem óta mindig arra törekedtem, hogy népeimet minél előbb a háború borzalmaitól megszabadítsam; amely háború keletkezésében semmi részem nem volt.

Nem akarom, hogy személyem akadályul szolgáljon a magyar nemzet szabad fejlődésének, mely iránt változatlan szeretettől vagyok áthatva.
Ennél fogva minden részvételről az államügyek vitelében visszavonulok és már eleve elismerem azt a döntést, mellyel Magyarország jövendő államformáját megállapítja.
Kelt: Eckartsau ezerkilencszáz tizennyolc, november hó tizenharmadikán.

Károly
Miután november 12-én Ausztriában, november 14-én Csehszlovákiában, november 16-án pedig Magyarországon kikiáltották a köztársaságot, Svájcba költözött.

## Családja

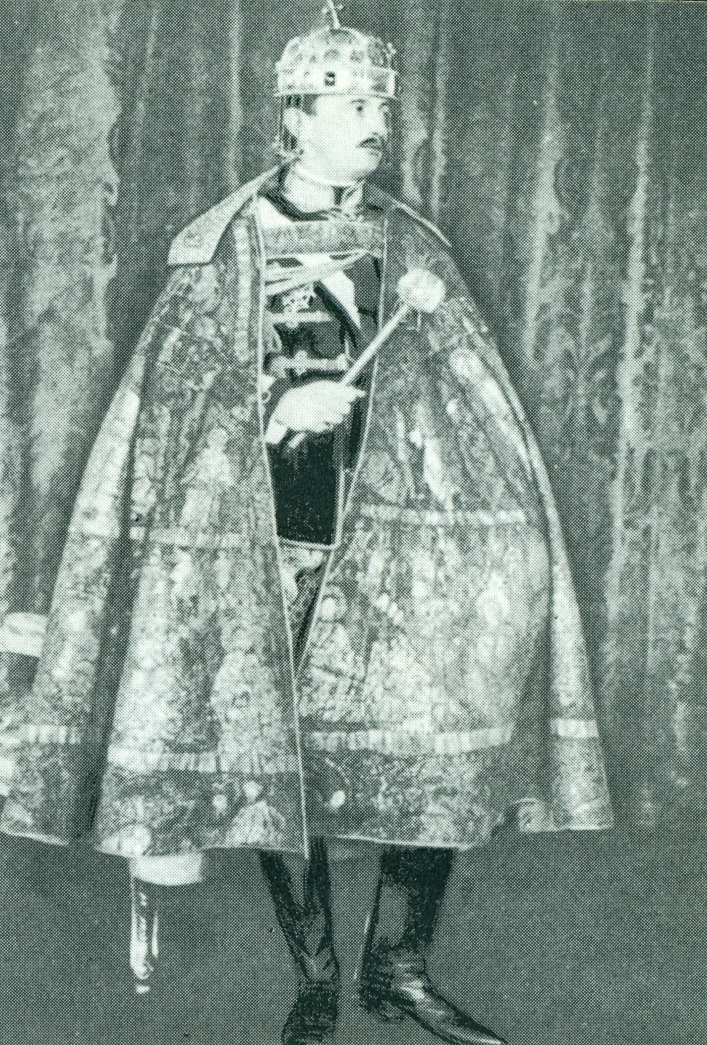
IV. Károly teljes uralkodói díszben magyar királlyá koronázása után 1916-ban (korabeli fénykép)

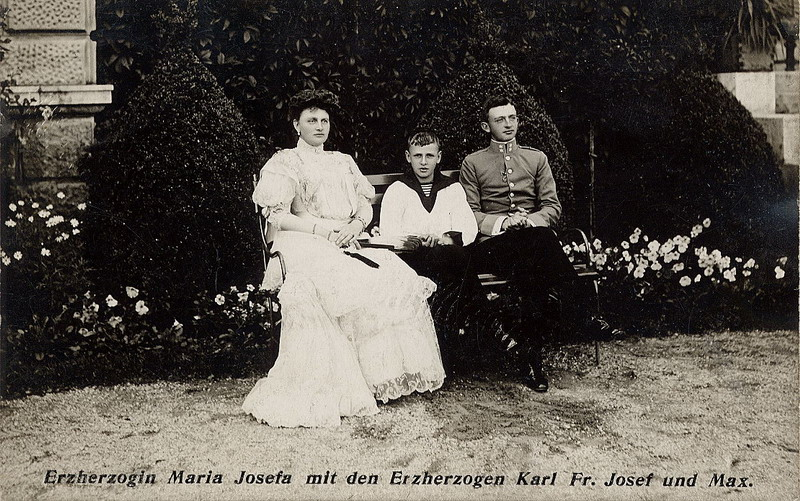
Károly édesanyja, Mária Jozefa, valamint testvére, Miksa társaságában

Uralkodói monogramja

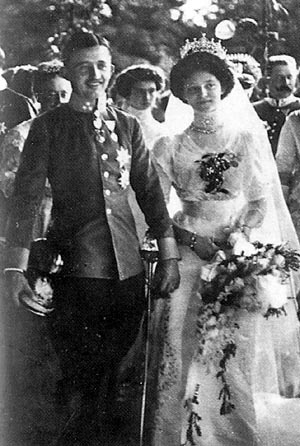
Károly főherceg és Zita hercegnő esküvői képe 1911. október 21-én

1911. október 21-én az alsó-ausztriai Schwarzau am Steinfeld kastélyában feleségül vette Zita Bourbon–parmai hercegnőt (1892–1989), akitől nyolc gyermeke született:
- Habsburg Ottó (1912–2011) 1951-ben kötött házasságot Regina szász–meiningeni hercegnővel (1925–2010)
  - Andrea (1953–)
  - Mónika (1954–)
  - Mikaéla (1954–)
  - Gabriella (1956–)
  - Valburga (1958–)
  - Károly (1961–)
  - György (1964–)
- Habsburg Etelka (Adelheid) (1914–1971)
- Habsburg Róbert (1915–1996) 1953-ban kötött házasságot Margherita di Savoia-Aosta hercegnővel (1930–2022)
  - Mária Beatrix (1954–)
  - Lőrinc (1955–)
  - Gellért (1957–)
  - Márton (1959–)
  - Izabella (1963–)
- Habsburg Félix (1916–2011) 1952-ben kötött házasságot Anna-Eugénie von Arenberg hercegnővel (1925–1997)
  - Maria del Pilar (Mária) (1953–)
  - Károly Fülöp (1954–)
  - Kinga (1955–)
  - Rajmund (1958–2008)
  - Miriam (Mária Adelheid) (1959–)
  - István (1961–)
  - Viridis (1961–)
- Habsburg Károly Lajos (1918–2007) 1950-ben kötött házasságot Yolande de Ligne hercegnővel (1923–)
  - Rudolf (1950–)
  - Alexandra (1952–)
  - Károly Krisztián (1954–)
  - Mária Konstancia (1957–)
- Habsburg Rudolf (1919–2010)[15] Először 1953-ban kötött házasságot Xenia Czernichev-Besobrasov (Kszenyija Szergejevna Csernisova-Bezobrazova) grófnővel (1929–1968), majd 1971-ben Anna Gabriele von Wrede hercegnővel (1940–)
  - Mária Anna (1954–)
  - Károly Péter (1955–)
  - Simon (1958–)
  - János (1962–1975)
  - Katalin (1972–)
- Habsburg Sarolta (1921–1989) 1956-ban hozzáment György mecklenburgi herceghez (1899–1963)
- Habsburg Erzsébet (1922–1993) 1949-ben hozzáment Henrik Károly liechtensteini herceghez (1916–1991)

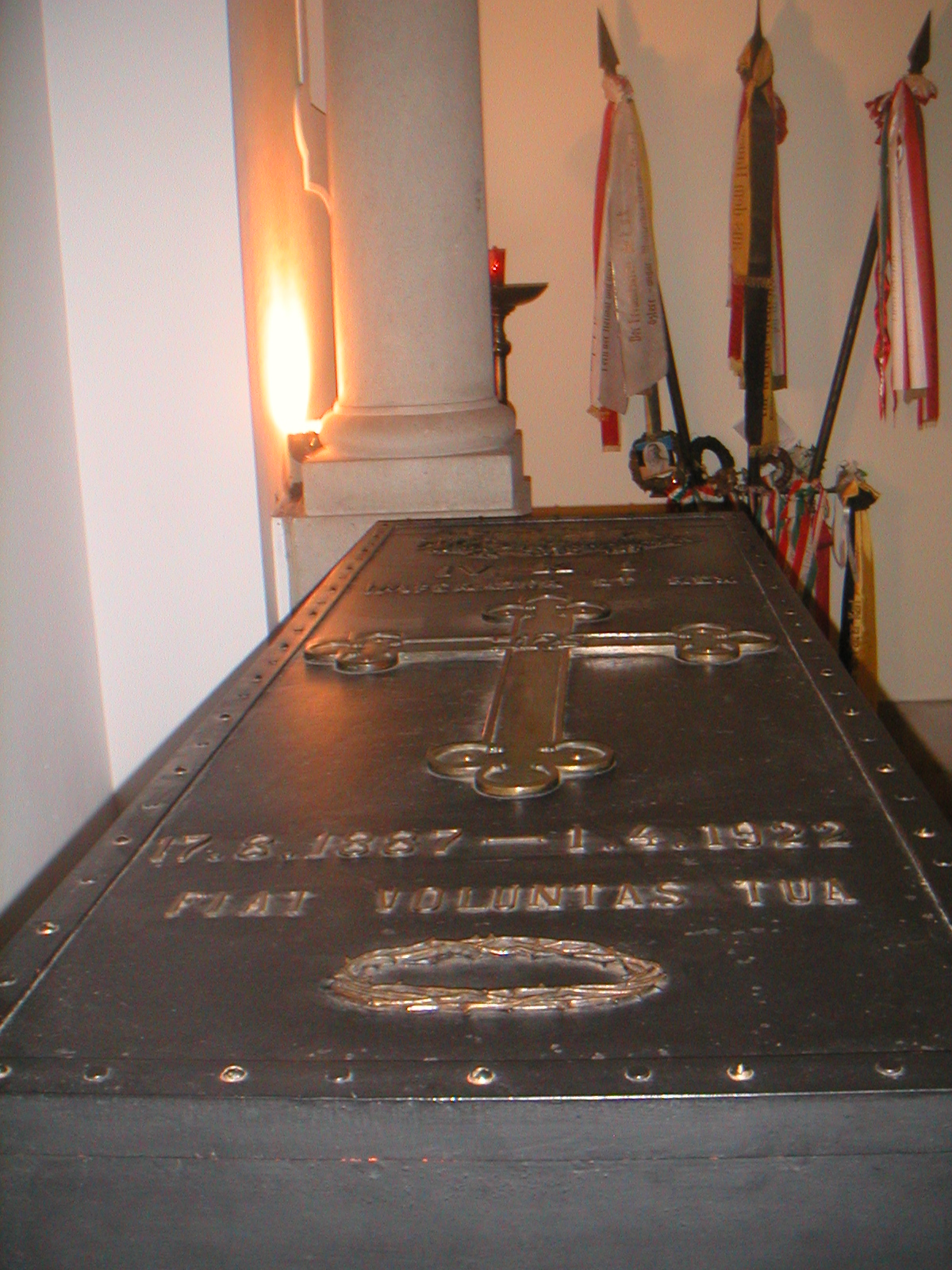
Koporsója Madeirán

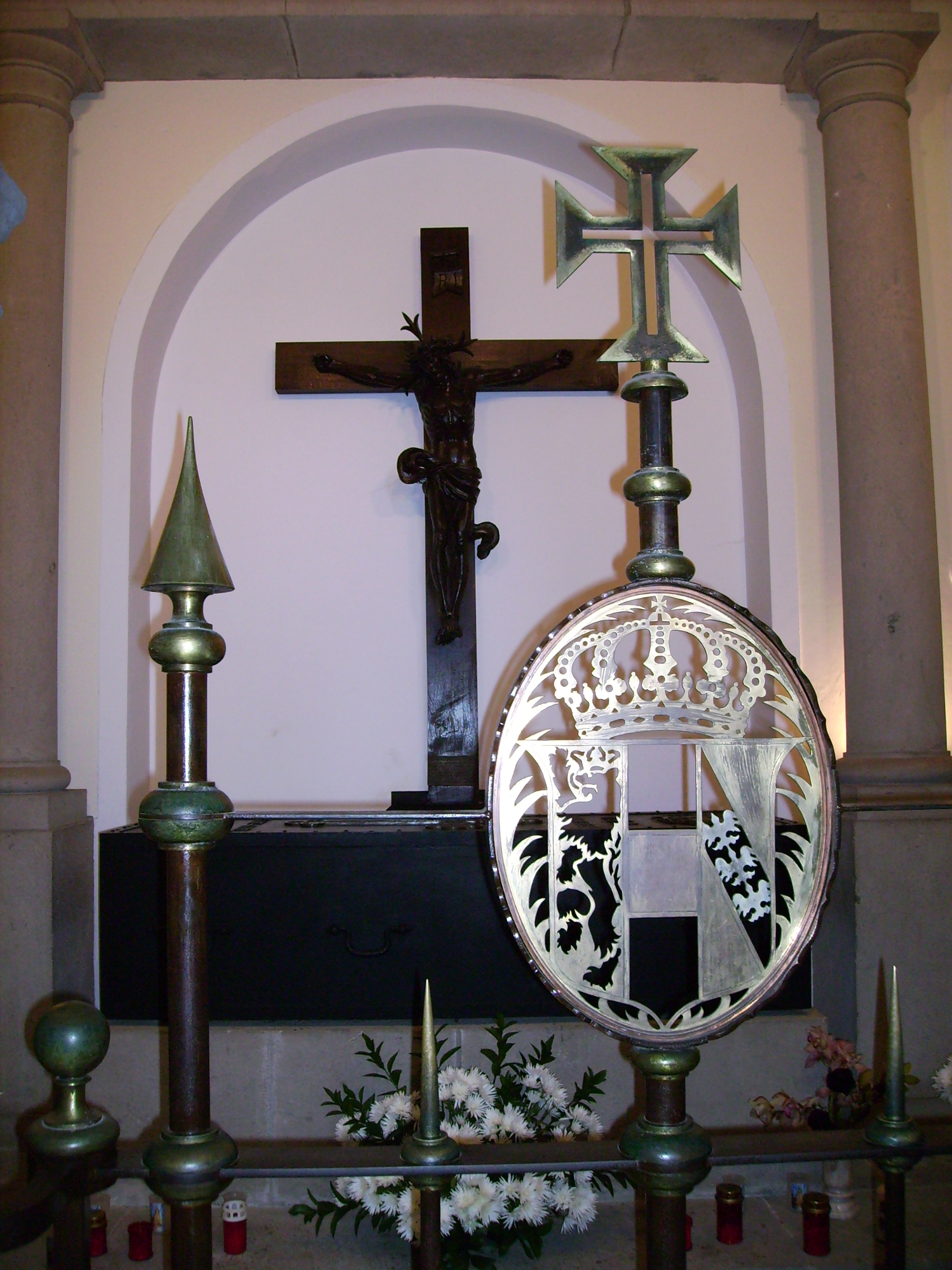
Sírja Madeirán

## Visszatérési kísérletei és halála
1921. március 27. és április 5. között visszatért Magyarországra, és Horthy Miklós kormányzótól követelte a hatalom átadását. Horthy ekkor még le tudta beszélni erről, a környező antantállamok katonai beavatkozásának veszélyére és a belpolitikai helyzetre hivatkozva. Károly visszavonult Szombathelyre, majd újra – ezúttal levélben – felszólította Horthyt a hatalom átadására. Időközben odagyűltek a királyhű arisztokraták, és az ott állomásozó katonaság is a király mellé állt. Horthy – rövid habozás után – ismét elhatárolódott a hatalom átadásától, és utasította a katonai parancsnokot, hogy távolítsa el a királyt az országból. Mivel Károly ekkor még ellene volt az erőszakos hatalomátvételnek, tudomásul vette a történteket, és antantkatonák kíséretében visszatért Svájcba.
Másodszor 1921. október 20-án tért vissza repülőgéppel a nyugat-magyarországi Cirákra-Dénesfára; 12 órakor indult el Zita felesége és több ember társaságával Zürichből egy nagy német repülőgépen. Negyed 5 órakor szállt le a repülőgép Dénesfán, gróf Cziráky József birtokán, és onnan Sajtoskálra mentek. Ott virtsológi Rupprecht Olivér képviselőnél vacsoráztak, majd 1921. október 20-21. közti éjjelt töltötték a kastélyban. Azután Sopronba érkeztek. Ellenkormányt alakított: egyik hűségesebb hívét, Sigray Antal grófot Nyugat-Magyarország kormányzójává, melléje Köller ezredest vezérkari főnökké, Lehár ezredest tábornokká, Ostenburg-Moravek Gyulát ezredessé, Lehár segédtisztjét, Oszvald főhadnagyot pedig századossá nevezte ki. Vasúton Budapest felé indult Ostenburg-Moravek Gyula Sopronban állomásozó csendőrcsapataival, amiket az útba eső helyőrségekben kissé kiegészített. Október 23-án Budaörsnél ütköztek meg a királyhű és a jórészt az egyetemi zászlóaljakból álló horthysta csapatok. A kormánycsapatok körülzárták a királyi katonákat, mire azok megadták magukat.
A magyar királyt több legitimista politikussal együtt (pl. ifj. Andrássy Gyula) a tatai Esterházy-kastélyba, majd Tihanyba hurcolták. Onnan a királyt Aszófő állomásról vonaton Bajára vitték. Onnan november 1-jén a HMS Glowworm brit monitor a Dunán, majd a HMS Cardiff könnyűcirkáló a Fekete-tengerről feleségével együtt elszállította a Portugáliához tartozó atlanti-óceáni Madeira szigetére Funchalba.
1921. november 19-én érkeztek meg Funchalba, ahol először a Reid’s szállodához tartozó Villa Victoriában kaptak helyet. Károlyt a száműzetés, és az utazás megviselte, megőszült és szívproblémák jelentkeztek nála. 1922 februárjában gyermekei is megérkeztek Svájcból Madeirára, és egy helyi bankár hegyi villájába költöztek a szomszédos Montéba. A Quinta do Monte-villa a 800 méter magas fekvésével ideális nyaralónak számított a nyári hónapok hőségében, azonban nem volt benne fűtés, a család szűkös anyagi helyzete miatt mégis beköltözött február közepén. Március 14-én Károlynak magas láza lett és köhögött, amit eleinte enyhébb megfázásnak véltek, de hamarosan kiderült, hogy elkapta az influenzát. Március végén dr. Zsámboky Pál udvari káplán feladta az utolsó kenetet, április 1-jén családja körében hunyt el. A montei Miasszonyunk templomának (Nossa Senhora do Monte) kápolnájában temették el április 4-én. Családja májusban Spanyolországba költözött.
Elsőszülött gyermeke, Habsburg Ottó lett a trónörökös, de sohasem került a trónra, és végül 1961-ben egy nyilatkozatában lemondott ausztriai trónigényéről, hogy családjával beutazhasson egykori hazájába. Magyarországi trónköveteléséről sosem mondott le, mivel ezt a kommunista vezetés nem is kérte tőle. A magyar legitimisták az 1920-as, 1930-as években egészen 1944-ig aktívan részt vettek a társadalmi és politikai életben, és szerették volna a magyar trónra visszaültetni eleinte IV. Károlyt, majd halála után fiát Habsburg Ottót.

## Boldoggá avatása
Károly – a Habsburgok számára „kötelező” katolikus vallásosságon túl – kezdettől fogva mély hitet mutatott. Édesanyjától, Mária Jozefa szász királyi hercegnőtől gondos katolikus nevelést kapott. Soproni évei alatt nemcsak a lelki életéért felelős domonkos atya, hanem szintén hívő katonai nevelője, gróf Georg Wallis is nagy hatással volt rá. (Később a gróf felesége, Pálffy Zsófia szervezte meg a császár boldoggá avatását előkészítő ún. Gebetsligát, amelyet aztán évtizedekig Kurt Krenn, a Sankt Pölten-i egyházmegye szélsőséges konzervativizmusáról elhíresült püspöke vezetett.) A herceg mind gyermekkorában, mind felnőttként barátságos, türelmes és jámbor volt. Feleségében, Zitában méltó társra lelt: a házasság előtt a menyasszony személyesen ment Rómába, hogy X. Piusz pápa áldását kérje frigyükre. Gyermekeiket is vallásosan nevelték.
Károly a későbbiekben háborúellenes politikájával is jelentős érdemeket szerzett. Halálos ágyán buzgón imádkozott, utolsó sóhaja „Jézus, Mária, József” volt.
II. János Pál pápa IV. Károlyt 2004. október 3-án a Vatikánban, a Szent Péter téren boldoggá avatta. Emléknapjának – más szentektől eltérően – nem halála, hanem Zita hercegnővel való házasságkötése napját, október 21-ét jelölte ki, ráirányítva a figyelmet példás házaséletére, ezzel is hangsúlyozva, hogy a szentté válás egyik útja a házasság.
Szentté avató eljárását megkezdték. 2013. április 1-jén szentelték meg hermáját Budapesten, a Bazilikában.

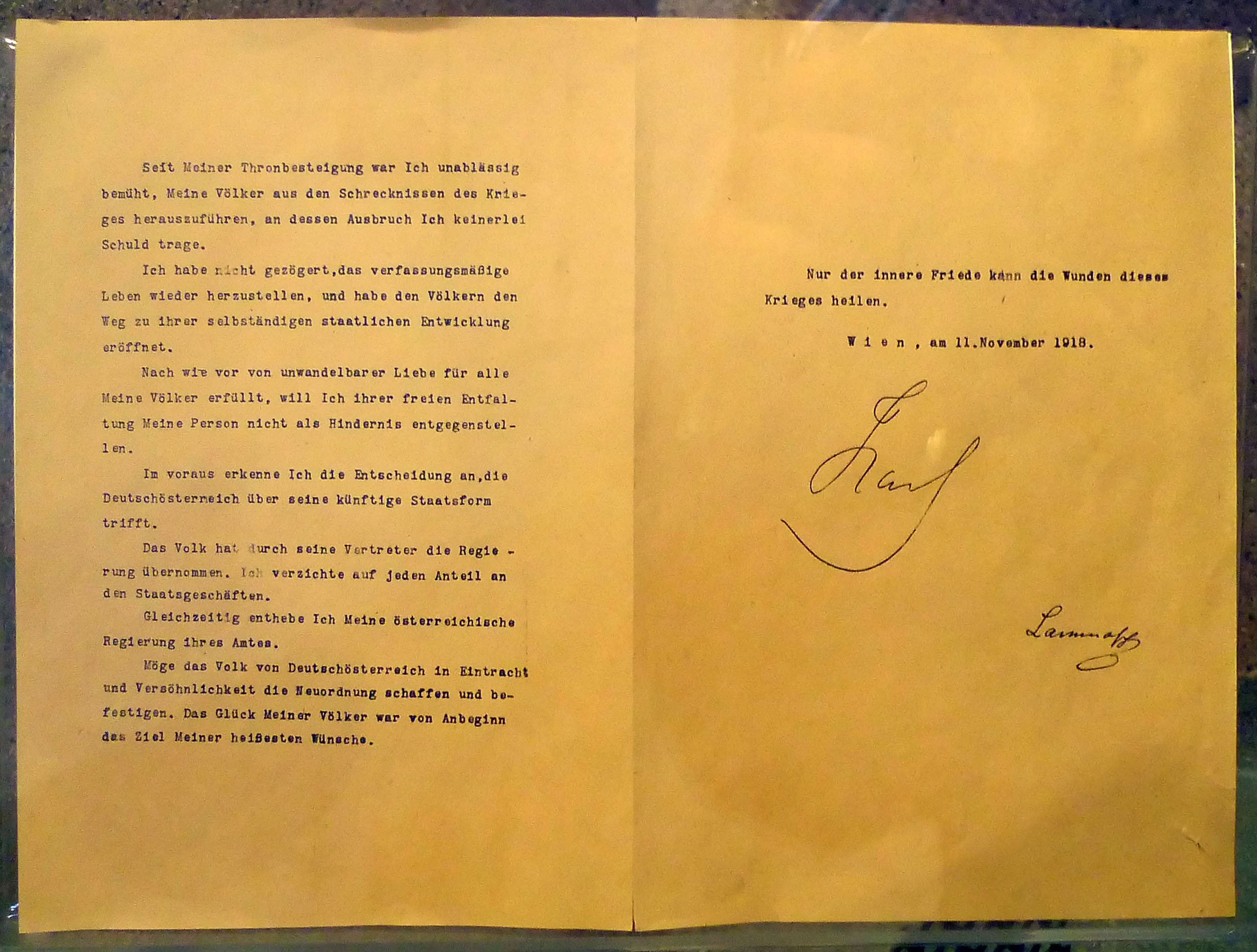
Az 1918. november 11-i, ausztriai lemondó nyilatkozata
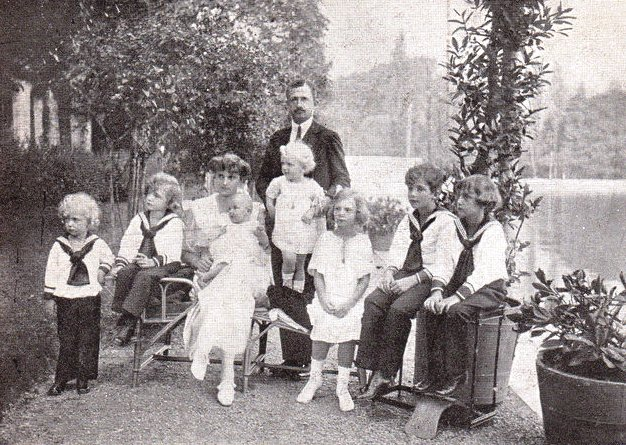
IV. Károly és családja Funchalban (Madeira)
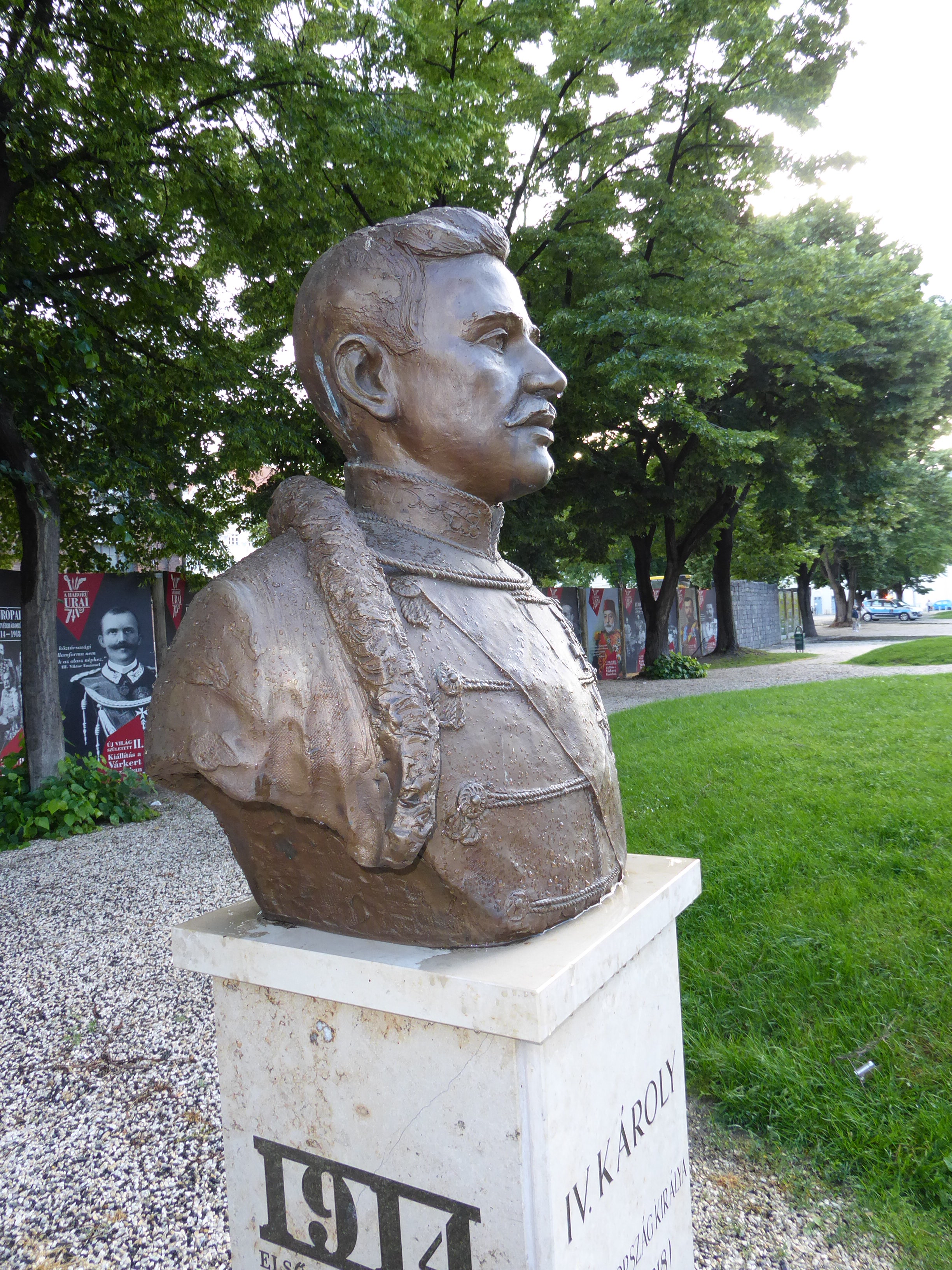
Mellszobra, Budapest V.
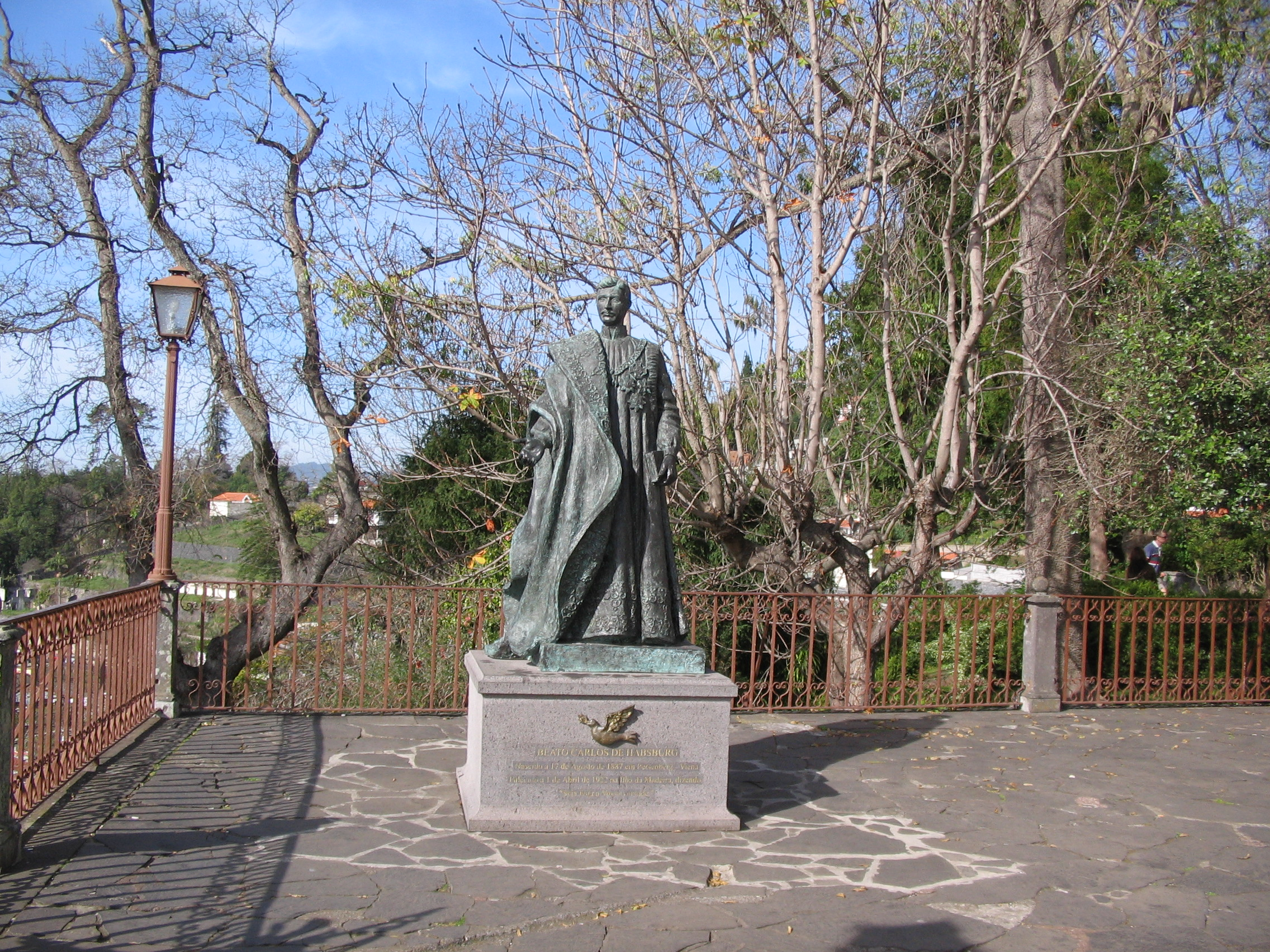
IV. Károly szobra Monte faluban (Madeira)
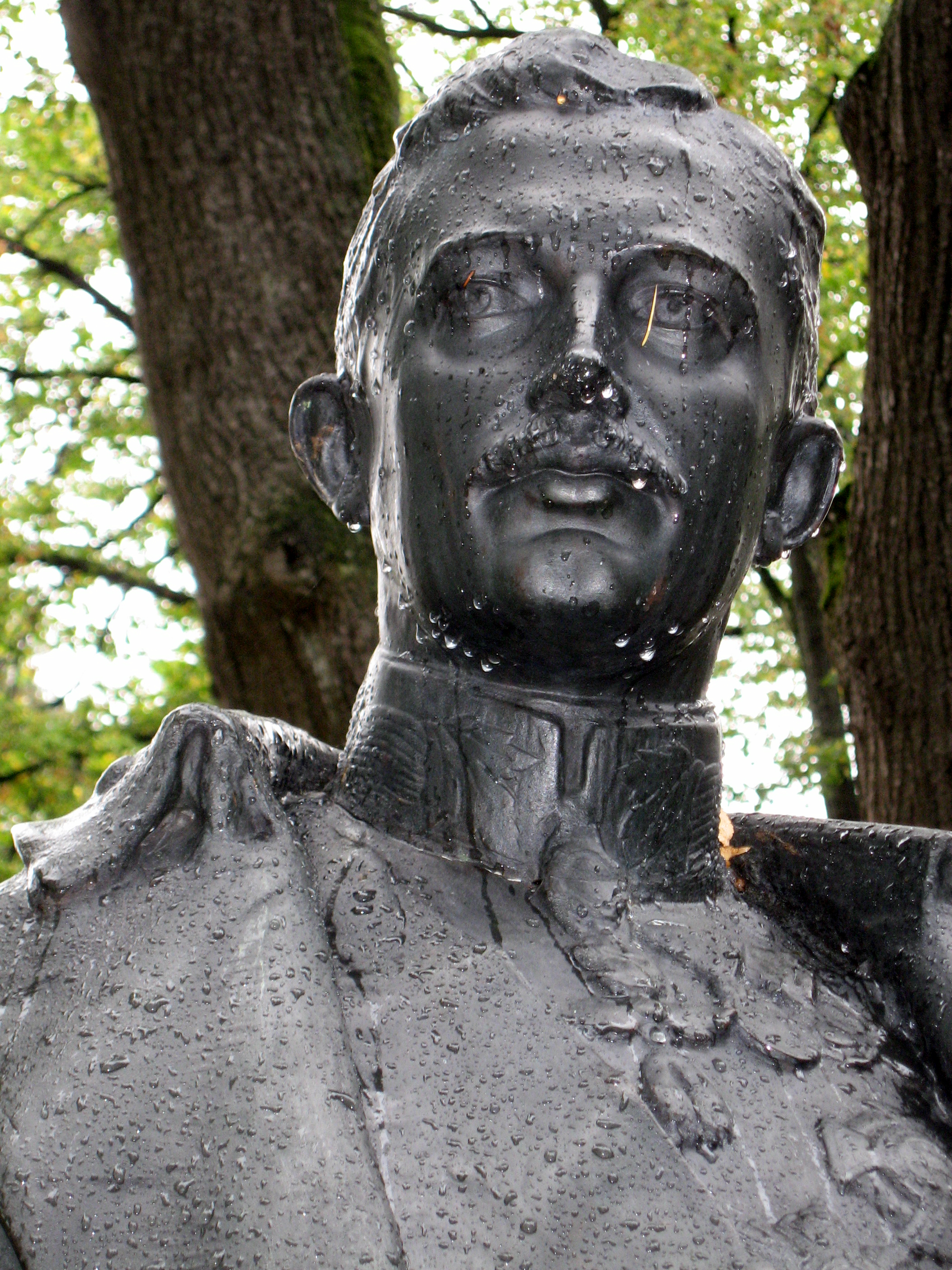
IV. Károly szobra Innsbruckban
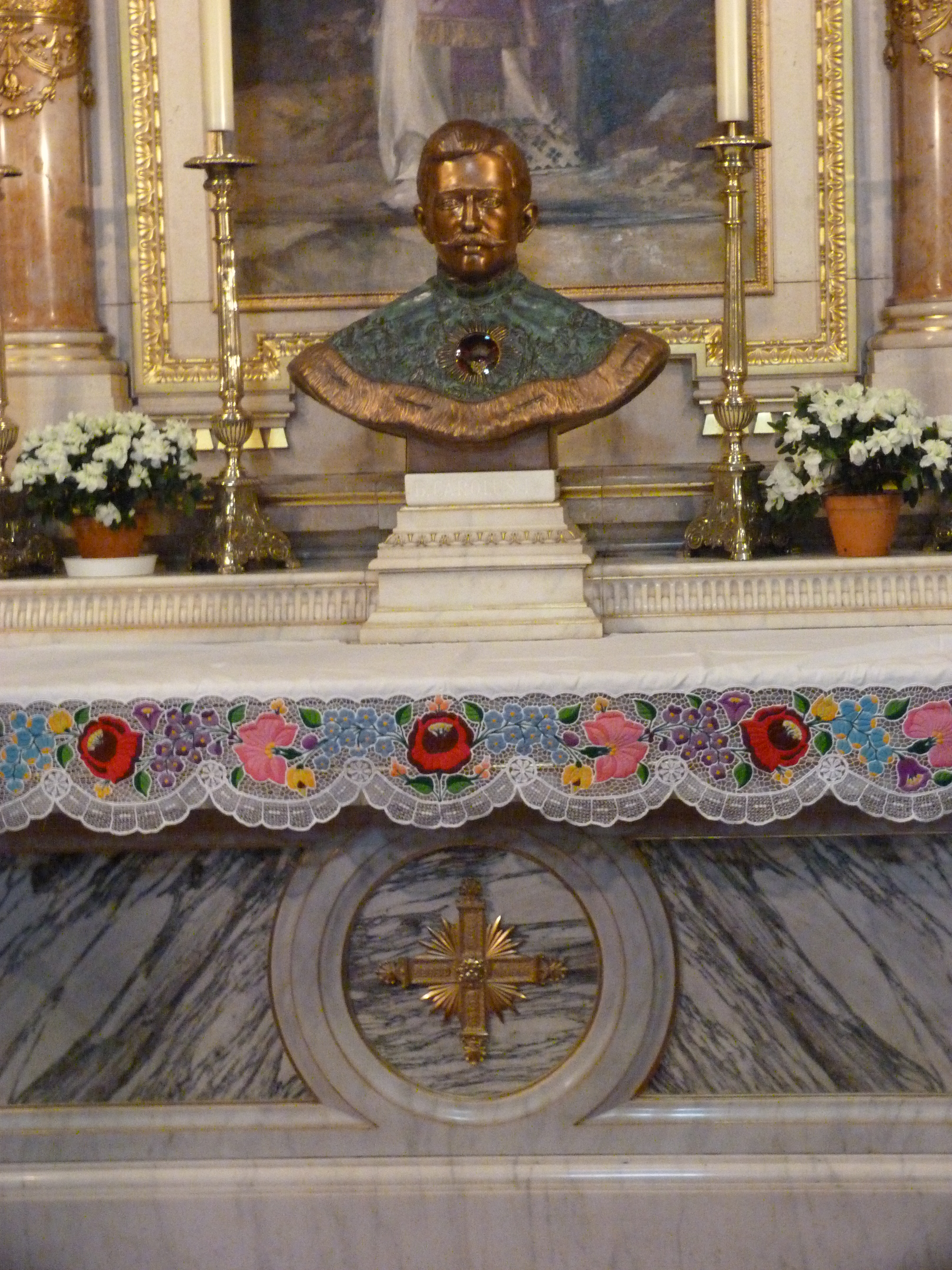
Hermája a Bazilikában

## Címek, titulusok, kitüntetések

### Címei és stílusok
- 1887. augusztus 17. - 1914. június 28: Ő Császári és Királyi Fensége Károly osztrák főherceg, magyar, cseh, és horvát királyi herceg.
- 1914. június 28. - 1916. november 21: Ő Császári és Királyi Fensége Ausztria-Este Főhercege
- 1916. november 21. - 1919. április 3: Császári és Apostoli Királyi Felsége Ausztria Császára, Magyarország Apostoli Királyi, Horvátország és Csehország Királya.